# (3317) Paris
(3317) Paris es un asteroide que forma parte de los asteroides troyanos de Júpiter y fue descubierto el 26 de mayo de 1984 por Eugene Merle Shoemaker y Carolyn Jean S. Shoemaker desde el observatorio del Monte Palomar, Estados Unidos.

## Designación y nombre
Paris fue designado al principio como 1984 KF.
Posteriormente, en 1985, se nombró por Paris, un personaje de la mitología griega.

## Características orbitales
Paris está situado a una distancia media de 5,223 ua del Sol, pudiendo acercarse hasta 4,563 ua y alejarse hasta 5,883 ua. Su excentricidad es 0,1263 y la inclinación orbital 27,86 grados. Emplea 4360 días en completar una órbita alrededor del Sol.

## Características físicas
La magnitud absoluta de Paris es 8,4. Tiene 116,3 km de diámetro y un periodo de rotación de 7,082 horas. Se estima su albedo en 0,0626. Paris está asignado al tipo espectral T de la clasificación SMASSII.